# جدول‌های تک‌آهنگ‌ها و آلبوم‌های مستقل بریتانیا

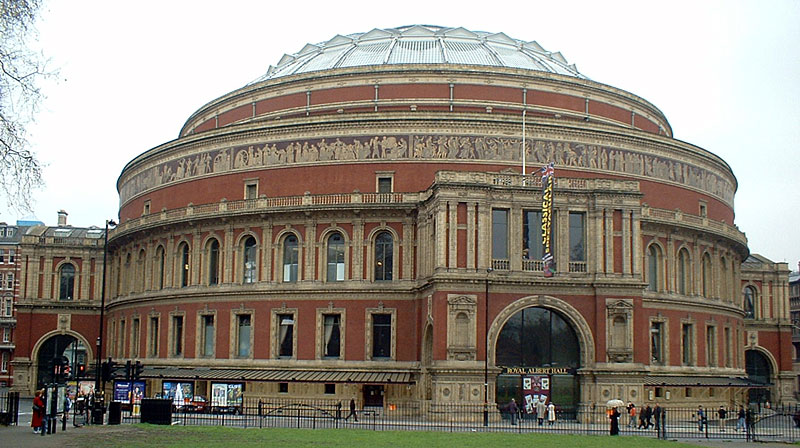
جدول‌های تک‌آهنگ‌ها و آلبوم‌های مستقل بریتانیا

جدول تک‌آهنگ‌های مستقل بریتانیا (انگلیسی: UK Independent Singles Chart) و جدول آلبوم‌های مستقل بریتانیا (انگلیسی: UK Independent Singles Chart) به‌ترتیب جدول‌های پرفروش‌ترین تک‌آهنگ‌ها و آلبوم‌های سبک مستقل در بریتانیا هستند. میزان مرتبط بودن این جدول‌ها، که در ابتدا در ژانویهٔ ۱۹۸۰ منتشر شدند، و عمدتاً تحت عنوان جدول مستقل شناخته می‌شدند، در دههٔ ۱۹۹۰ کاهش یافت؛ زیرا مالکیت ناشران کلان منجر به محو شدن مرز بین ناشران مستقل و کلان شد.
جدول‌های مستقل جداگانه هم‌اکنون توسط شرکت جدول‌های رسمی به‌صورت هفتگی منتشر می‌شوند.